# دوغ فيشر
دوغ فيشر (بالإنجليزية: Doug Fisher)‏ (و. 1941 – 2000 م) هو ممثل، من المملكة المتحدة، توفي عن عمر يناهز 59 عاماً.

## التعليم
تعلم في جامعة أكسفورد.

## وصلات خارجية
- دوغ فيشر على موقع IMDb (الإنجليزية)
- دوغ فيشر على موقع ألو سيني (الفرنسية)
- دوغ فيشر على موقع أول موفي (الإنجليزية)
- دوغ فيشر على موقع قاعدة بيانات الأفلام السويدية (السويدية)
- دوغ فيشر على موقع قاعدة بيانات الفيلم (الإنجليزية)
- دوغ فيشر على موقع كينوبويسك (الروسية)